# Michail Gerasimowitsch Markow
Michail Gerasimowitsch Markow (russisch Михаил Герасимович Марков; * 17. Juli 1938 in Moskau; † 5. Mai 2012 ebenda) war ein Radrennfahrer aus der Sowjetunion und nationaler Meister im Radsport.

## Sportliche Laufbahn
1959 wurde Markow sowjetischer Meister im Mannschaftszeitfahren (u. a. mit Gainan Saidchushin). Später wandte er sich dem Bahnradsport zu und spezialisierte sich auf Steherrennen. Sein größter internationaler Erfolg war der zweite Platz im Finale des Steherrennens der Amateure bei den UCI-Bahn-Weltmeisterschaften 1967 hinter Piet de Wit. Bei den Bahnradsport-Weltmeisterschaften 1969 schied er im Vorlauf des Steherrennens aus.
Er wurde in der Zeit von 1964 bis 1976 insgesamt elfmal sowjetischer Meister im Steherrennen und stellte eine Vielzahl von sowjetischen Rekorden auf. Während seiner Tätigkeit in der Roten Armee war Markow einige Jahre in der DDR stationiert. Die sowjetische Armee unterhielt in Elstal in der Nähe von Berlin einen Armeesportverein, den SASK Elstal, in dem auch eine Gruppe von Radrennfahrern trainierte, darunter Markow. Er erhielt Startgelegenheiten auf den Bahnen der DDR und gewann einige Steherrennen, u. a. auf der Bahn der Werner-Seelenbinder-Halle in Berlin. 1967, 1968 und 1974 gewann er den Großen Preis der Stadt Leipzig im Steherrennen.

## Berufliches
1977 beendete er seine Laufbahn und wurde Trainer beim Verein ZSKA Moskau.

## Familiäres
Er ist der Vater des ehemaligen Radrennfahrers Alexei Michailowitsch Markow.